# Raimundo de Arêa Leão
Raimundo de Arêa Leão (Alto Longá, 1846 — Rio de Janeiro, 10 de janeiro de 1904) foi um senhor de engenho, poeta e político abolicionista brasileiro.
Membro de uma das mais tradicionais famílias do Piauí e do nordeste brasileiro, os Arêa Leão, filho do Capitão Benedito de Arêa Leão e de Felisbela Alves da Miranda Leão, casou-se com Joana Portellada de Arêa Leão (nascida Joana Lobão Portellada), com quem teve 4 filhos homens: os também políticos Humberto de Arêa Leão e o senador Raimundo de Arêa Leão, o médico micologista Antônio Eugênio de Arêa Leão e Luís de Arêa Leão, e 7 filhas mulheres: Florisbella de Arêa Leão, Alice de Arêa Leão, Adélia de Arêa Leão, Maria Portellada de Arêa Leão, Marcolina de Arêa Leão Mello, Amanda de Arêa Leão e Antônia Portellada de Arêa Leão.

## Vida
Raimundo nasceu em Tabocas, distrito de Vila dos Humildes (atualmente Alto Longá). Fez seu curso primário no [[Liceu Maranhense. Formou-se em medicina na Faculdade de Medicina da Bahia em 1873.
Médico, participou de comissão de saúde, instituída em 1874 pelo presidente da província, para estudar epidemia na província.
Foi vice-presidente da província do Piauí, exercendo a presidência interinamente de 14 a 16 de outubro de 1885.
Exerceu a função de Inspetor de Higiene Pública de 1886 a 1889, a construção de uma memória da criação dos espaços hospitalares em Teresina entre 1889 e 1920 sendo, em 1899, diretor do Hospital de Caridade.
Foi redator do jornal A Época.
Faleceu em 10 de janeiro de 1904.
Seu nome foi lembrado para patrono da Academia de Medicina do Piauí.